# Tryphon zonatus
Tryphon zonatus là một loài tò vò trong họ Ichneumonidae.